# ご期待下さい!
「ご期待下さい！」（ごきたいください）とは、日本のアイドルユニット、うしろ髪ひかれ隊の楽曲で、5枚目のシングルである。1988年4月29日にポニーキャニオンから発売された。ユニット自体が自然消滅したため、結果的に今作がラストシングルとなった。

## 解説
収録曲はそれぞれ、フジテレビ系子供番組『ひらけ!ポンキッキ』のオープニング・エンディングテーマに使用された。
オリジナルアルバムには収録されていないが、1988年7月21日に発売された『「ひらけ!ポンキッキ」ベストアルバム』をはじめとした『ポンキッキ』関連のアルバムには2曲とも収録されている。

## 収録曲
- 全作詞: 秋元康、作曲・編曲: 後藤次利

1. ご期待下さい!
2. 今日はサイコー!

## 収録作品
ベスト
- 『うしろゆびさされ組+うしろ髪ひかれ隊 SINGLESコンプリート』 (#1,2)
- 『MYこれ!クション うしろ髪ひかれ隊BEST』 (#1,2)
- 『ミレニアム・ベスト』 (#1) - 工藤静香のソロベストアルバムであるが、うしろ髪のA面曲も収録されている。

## その他
フジテレビ系のバラエティ番組『とんねるずのみなさんのおかげです』→『とんねるずのみなさんのおかげでした』内のコーナー『モジモジくん』（後に『モジモジくんHYPER』→『モジモジくん』に改称）では、本曲の最後の部分がジングルとして使用されていた。これは当初、『ポンキッキ』のパロディコント『ひらけ!ポッキンキン』のコーナーの一つだったことによる。